# Seinosuke Mitsuya
Seinosuke Mitsuya (Osaka, 4 ottobre 1946) è un karateka giapponese, maestro di Karate e Kobudo (9º Dan, Hanshi). Fondatore del Mitsuya-Kai International, vive in Italia, a Palermo.

## Biografia
Il maestro Mitsuya è nato il 4 ottobre 1946 ad Osaka in Giappone. Sin da giovane iniziò lo studio delle arti marziali giapponesi (Karate e Kobudo) sotto la guida del maestro Teruo Hayashi.
Durante il periodo universitario il maestro Mitsuya fu l'assistente del maestro Teruo Hayashi, insegnando Karate e Kobudo presso la palestra principale. Fu capitano del club delle arti marziali della sua università, e ha guidato e coordinato anche altri club universitari della sua città d'origine, Osaka.
Negli anni settanta il Sensei Mitsuya lasciò il Giappone per trasferirsi negli Stati Uniti, dove collaborò con molte palestre. Durante questo periodo divenne il primo rappresentante all'estero dell'organizzazione Hayashi-ha Shito-ryu Kai fondata dal maestro Teruo Hayashi, per conto del quale diffondeva i principi del karate e kodubo secondo lo stile Hayashi.
A metà anni settanta il Sensei Mitsuya si trasferisce in Europa, e dopo aver lavorato in numerose città europee sceglie Palermo come base operativa per continuare il proprio lavoro di diffusione e rappresentanza dello stile Hayashi-ha.
Un importante riconoscimento per il maestro Mitsuya fu ottenere il grado di 8º Dan e il titolo di Hanshi datogli dal Soke Teruo Hayashi.
Ad oggi Hanshi Seinosuke Mitsuya, continua a lavorare per diffondere i principi del Karate grazie soprattutto all'organizzazione Mitsuya-Kai International da lui fondata e presieduta. Organizzazione alla quale sono affiliati numerosi gruppi da tutto il mondo.